# Томсино (Долосчанская волость)
Томсино — деревня в Себежском районе Псковской области России. Входит в состав сельского поселения Себежское. Численность населения деревни по оценке на начало 2001 года составляла 11 жителей.

## География
Расположена в 37 км к юго-востоку от города Себеж, на западном прибрежье озера Томсино, примыкая на востоке к бывшему волостному центру деревне Долосцы.
Деревня находится у границы с Белоруссией.

## История
С января 1995 до июля 2010 года деревня входила в состав ныне упразднённой Долосчанской волости.

## Население
| 2001 | 2002 | 2010 |
| ---- | ---- | ---- |
| 11   | ↘8   | ↗24  |

## Инфраструктура
Личное подсобное хозяйство.

## Транспорт
Возле деревни проходит автодорога 58К-284 «Опочка — Дубровка — государственная граница с Республикой Беларусь» (бывшая дорога А-117 «Опочка — Полоцк»).